# 5 000 kilomètres
Albums de Michel Delpech
Quand j'étais chanteur
(1975) Oubliez tout ce que je vous ai dit
(1986)
Singles
1. C'est ta chanson
Sortie : 1978
2. Trente manières de quitter une fille
Sortie : 1979

5 000 kilomètres est le sixième album studio de Michel Delpech, et son premier album de reprises, sorti en 1979.

## Liste des titres
| No | Titre                                                              | Auteur                    | Durée |
| -- | ------------------------------------------------------------------ | ------------------------- | ----- |
| 1. | Trente manières de quitter une fille (50 Ways to Leave Your Lover) | Paul Simon                | 3:20  |
| 2. | J'ai été fou d'aimer (I Was a Fool to Care)                        | James Taylor              | 3:15  |
| 3. | Il n'y a que lui (There's Only One)                                | Graham Nash               | 4:05  |
| 4. | C'est ta chanson (Your Song)                                       | Elton John, Bernie Taupin | 3:55  |
| 5. | Kodachrome                                                         | Paul Simon                | 3:15  |
| 6. | Dame de la ville basse (Sweet Painted Lady)                        | Elton John, Bernie Taupin | 3:50  |
| 7. | T'as un ami (You've Got a Friend)                                  | Carole King               | 4:15  |
| 8. | Daniel                                                             | Elton John, Bernie Taupin | 4:00  |
| 9. | Une chose qui va si bien (Something So Right)                      | Paul Simon                | 4:45  |